# Кизил-Юл (Мішкинський район)
Кизи́л-Юл (рос. Кызыл-Юл, башк. Ҡыҙыл Юл) — присілок у складі Мішкинського району Башкортостану, Росія. Входить до складу Баймурзинської сільської ради.
Населення — 25 осіб (2010; 26 у 2002).
Національний склад:
- татари — 65 %
- башкири — 31 %